# Стрілянина біля офісу Wildberries у Москві
Стрілянина біля офісу Wildberries в Москві — збройний конфлікт між двома групами осіб, що стався в Москві 18 вересня 2024 року біля головного офісу Wildberries в Романовому провулку. До цього призвела корпоративна суперечка з приводу «реорганізації» компанії у формі злиття Wildberries з Russ.
Внаслідок стрілянини загинули двоє охоронців офісу. Було поранено 7 человек. Серед поранених є бійці змішаних єдиноборств Абубакар Местєєв, уродженець Чечні Умар Чичаєв, а також чемпіон Росії з боксу у важкій вазі Рашид Кодзоєв.
Слідчий комітет РФ порушив кримінальну справу за статтями про вбивство (стаття 105 КК РФ), замах на вбивство двох і більше осіб (частина 3 статті 30, частина 2 статті 105 КК), посягання на життя співробітника правоохоронного органу (стаття 317 КК), самоуправі зберігання вогнепальної зброї (стаття 222 КК). Близько 30 громадян у результаті стрілянини було доставлено до відділу поліції.